# Jerome Damon
Jerome Damon, född den 4 april 1972 i Kapstaden, är en sydafrikansk fotbollsdomare. Han har dömt i de afrikanska mästerskapen flera gånger samt i OS i Peking 2008. Han dömde även i fotbolls-VM 2010. Damon har varit FIFA-domare sedan 2000.